# Ley General de Publicidad (España)
La Ley 34/1988, de 11 de noviembre de 1988, General de Publicidad fue impulsada por adhesión de España a la Comunidad Europea, lo que implicaba actualizar los reglamentos para estar acorde con el resto de países.
Esta ley estableció las disposiciones generales de la publicidad, los acuerdos para la contratación y contratos publicitarios (así como la difusión publicitaria, creación y patrocinio), la normativa para cesar la publicidad ilícita y la Acción de Cesación y Rectificación y de los Procedimientos.